# Hexatoma khasiensis
Hexatoma khasiensis är en tvåvingeart som beskrevs av Alexander 1962. Hexatoma khasiensis ingår i släktet Hexatoma och familjen småharkrankar. Inga underarter finns listade i Catalogue of Life.